# Gélose lactosée au Tergitol 7 et au TTC
La gélose lactosée au Tergitol 7 et au TTC est un milieu de culture et de dénombrement des coliformes. Il est surtout utilisé pour la colimétrie des eaux par la méthode de filtration.

## Composition
- peptone : 10,0 g
- extrait de viande : 5,0 g
- extrait de levure : 6,0 g
- lactose : 20,0 g
- tergitol 7 : 10 mg
- TTC (Triphenyl Tetrazolium Chloride : nom anglais du Chlorure de triphényltétrazolium) : 25 mg
- Bleu de bromothymol : 50 mg
- agar : 13,0 g
- pH = 7,2

## Préparation
54,15 g par litre. Stérilisation classique. Le tergitol est ajouté dans le milieu en surfusion préalablement refroidi à 45 °C.

## Lecture
halo bleu ou vert : lactose - !

halo jaune : lactose + !

La réduction du TTC en composé rouge est faible avec Escherichia coli et Enterobacter aerogenes ce qui donne donc des colonies jaune orangé entourées d'un halo jaune, alors que celles des autres coliformes seront rose-rouge et entourées d'un halo jaune.
 Le tergitol 7 limite l'envahissement par Proteus.